# Gynoplistia biroana
Gynoplistia biroana là một loài ruồi trong họ Limoniidae. Chúng phân bố ở miền Australasia.